# Cleoselene (satélite)
Cleoselene, oficialmente (216) Cleópatra II, é o satélite natural interior e menor das duas luas do asteroide 216 Cleópatra que está localizado no cinturão principal de asteroides.

## Descoberta
Cleoselene aparece em gravações feitas de 18 de setembro de 2008 e foi descoberto em 19 de setembro de 2008 pelos astrônomos F. Marchis, P. Descamps, J. Berthier, F. Vachier e JP Emery no Observatório Keck II em Mauna Kea no Havaí como parte de um sistema triplo, no mesmo dia, pouco depois da descoberta de Alexhelios. A descoberta foi anunciada no dia 24 de setembro de 2008; a lua recebeu a designação provisória de S/2008 (216) 2.
O sistema foi após 87 Sylvia, 45 Eugenia e 3749 Balam o quarto sistema múltiplo de asteroide descoberto.

## Nome
Em 18 de fevereiro de 2011, as duas luas foram então oficialmente nomeadas, recebendo os nomes dos dois filhos de Cleópatra e Marco Antônio, Cleópatra Selene II e Alexandre Hélio. Na mitologia grega representam Selene a Lua e Hélio o Sol.

## Características físicas
Este corpo celeste tem um diâmetro médio de 3 km e orbita Cleópatra a uma distância média de cerca de 380 km.